# Star Wars Holiday Special
Star Wars Holiday Special – fantastycznonaukowy film przygodowy produkcji amerykańskiej, osadzony w świecie Gwiezdnych wojen. Program został wyemitowany 17 listopada 1978 roku w stacji CBS i nigdy więcej nie powtórzony. Mimo to zachowały się nagrania VHS tego programu. Film zawiera elementy musicalowe oraz animowane. Produkcja spotkała się z negatywnym przyjęciem wśród fanów Nowej nadziei jak i pozostałych widzów.

## Fabuła
Po bitwie o Yavin, w której Imperium Galaktyczne poniosło klęskę, nastąpiła blokada czwartego księżyca planety. Akcja zaczyna się jednak już po złamaniu blokady. Chewbacca pragnie udać się na swój rodzinny świat Kashyyyk, aby móc wraz z rodziną świętować Dzień Życia, bardzo ważne dla Wookieech święto. Han Solo i Chewie próbują dostać się na planetę, gdzie czeka jego rodzina, żona Malla, ojciec Itchy i syn Lumpy. Imperium próbuje jednak złapać rebeliantów, skutecznie opóźniając ich dotarcie na planetę.

## Obsada
| Postać         | Aktor                   |
| -------------- | ----------------------- |
| Luke Skywalker | Mark Hamill             |
| Han Solo       | Harrison Ford           |
| Leia Organa    | Carrie Fisher           |
| C-3PO          | Anthony Daniels         |
| R2-D2          | Kenny Baker             |
| Chewbacca      | Peter Mayhew            |
| Darth Vader    | James Earl Jones (głos) |
| Malla          | Mickey Morton           |
| Itchy          | Paul Gate               |
| Lumpy          | Patty Maloney           |
| Ackmena        | Bea Arthur              |
| Obi-Wan Kenobi | Alec Guinness           |
| Saundan        | Art Carney              |